# Pino Maniaci
(Pino Maniaci)
Giuseppe Maniaci, detto Pino (Palermo, 25 marzo 1953), è un giornalista e conduttore televisivo italiano.
Conduttore di Telejato, è noto per le sue campagne contro Cosa nostra e per l'inchiesta giornalistica sulla mala gestione dei beni sequestrati dalla sezione Misure di prevenzione del Tribunale di Palermo sotto la presidenza dell'ex giudice Silvana Saguto.

## Biografia
Rileva Telejato nel 1999. Al momento dell'acquisto, l'emittente era sull'orlo del tracollo finanziario. Maniaci salda i debiti ereditati dalla precedente gestione ma deve comunque far fronte con gli obblighi previsti per le televisioni comunitarie, come il limite di pubblicità di tre minuti all'ora. Ciò nonostante, quello di Telejato diventa il telegiornale più lungo del mondo, con una diretta di due ore, tanto che viene considerato una sorta di "CNN amatoriale e in miniatura". Negli anni, da editore passa alla realizzazione di servizi giornalistici. Il modo di fare informazione della piccola tv a conduzione familiare, rivoluzionario e "fuori dagli schemi", attira l'attenzione dei mafiosi e in particolare dell'ex boss di Cosa nostra Bernardo Provenzano, il quale prima di essere arrestato nel 2006 dopo il suo lungo periodo di latitanza, si fece installare un'antenna per seguire il Tg condotto da Maniaci che, ogni 31 gennaio, gli faceva ironicamente gli auguri in onda e gli diceva "di non fare il p.d.m. e di consegnarsi".
Il 4 ottobre 2012, dopo il passaggio al digitale terrestre di Telejato, per il quale si erano mobilitate diverse associazioni, cittadini e non solo, inaugura la nuova sede dell'emittente. Nell'occasione presenta anche il nuovo canale, Telejunior, riservato ai giovani aspiranti giornalisti. All'evento prendono parte numerose personalità, tra cui il Prefetto di Palermo, il Questore, alcuni magistrati e i sindaci del comprensorio, oltre alla stampa e agli esponenti del mondo dell'associazionismo antimafia.
Il 3 maggio 2014 e il 12 gennaio 2016, Reporter Senza Frontiere inserisce Pino Maniaci tra i 100 eroi mondiali dell'informazione.
Il 5 maggio 2022, annuncia con un servizio televisivo lo spegnimento degli storici impianti dell'emittente dopo 33 anni di attività,  conseguenza del passaggio al nuovo digitale terrestre  e ha lanciato una raccolta fondi sulla piattaforma GoFundMe per ottenere la somma necessaria per il passaggio al cosiddetto standard DVB-T2.
Telejato ha inoltre attivato il servizio streaming disponibile 24 ore su 24 sul sito www.telejato.it e sull'app ufficiale "Telejato" presente su Google Play e App Store.
Il 1º gennaio 2023 Pino Maniaci annuncia l'apertura del nuovo canale televisivo di Telejato sul numero LCN 195 del digitale terrestre, resa possibile grazie alle donazioni raccolte fino a quel momento, e rilancia la raccolta fondi per coprire i costi di manutenzione dell'intero anno che ammontano a 40.000 euro.
Il 16 gennaio 2023 si taglia i baffi in diretta televisiva e social, come aveva promesso di fare in caso di cattura del boss Matteo Messina Denaro. Il video dell'accaduto diventa presto virale e mostra Maniaci commosso, ammettendo di non averli tagliati per 50 anni.
Successivamente, il giornalista viene assolto dall’accusa di estorsione e la Corte d’appello conferma la sentenza di primo grado, invece è stato condannato a un anno e cinque mesi per diffamazione.,

## Carriera
La sua attività giornalistica all'interno dell'emittente televisiva Telejato, comincia con i reportage sul presunto inquinamento ambientale prodotto dalla Distilleria Bertolino di Partinico. Per i suoi servizi, Maniaci ha ricevuto oltre 300 querele, vincendo poi ogni causa. Il 14 maggio 2004 organizza una fiaccolata che vede sfilare 10.000 persone dalla piazza principale della cittadina ai cancelli dello stabilimento. A seguito di tale attenzione mediatica e delle numerose segnalazioni, il 23 marzo 2005 la magistratura riconosce motivate le proteste dei cittadini e dispone la chiusura parziale di una parte degli impianti della Distilleria.
Contestualmente, Pino Maniaci si occupa anche di notizie relative alla criminalità organizzata, spesso con toni di denuncia in un bacino d'utenza caratterizzato storicamente dalla forte presenza mafiosa: Alcamo, Partinico, Castellammare del Golfo, San Giuseppe Jato, Corleone, Cinisi, Montelepre, oltre agli altri comuni delle province di Palermo, Trapani e Agrigento.
(Pino Maniaci)
Spesso invitato nelle scuole, Maniaci sottolinea la responsabilità del giornalista, che per lui "deve essere un missionario" e "deve avere il coraggio di liberare la propria terra dai mali che la affliggono" a partire dal "cordone ombelicale che lega la mafia alla politica". Attraverso il telegiornale di Telejato, fa nomi e cognomi dei mafiosi denunciando i loro affari illeciti. Nel 2008, punta le telecamere di Telejato Notizie contro un abuso edilizio, le vecchie stalle di Valguarnera di proprietà del boss mafioso di Partinico. Grazie ai suoi interventi, le forze dell'ordine aprono un'inchiesta che porta successivamente alla loro demolizione. In seguito, Maniaci viene aggredito dal rampollo del clan, che cerca di strozzarlo con la sua stessa cravatta.
In più occasioni ha inoltre evidenziato come la sua emittente non riceva alcun finanziamento pubblico: "L'antimafia non deve diventare un business, anzi dovrebbe essere nel cuore di tutti, altrimenti si rischia di diventare come i mafiosi. Io sostengo l'antimafia sociale dal basso, non quella che riceve finanziamenti a iosa. Telejato non si fa pagare da nessuno".
Ad un incontro organizzato nell'ambito del Festival internazionale del giornalismo di Perugia, il 23 aprile 2010, ha inoltre specificato che "Il giornalismo antimafia non esiste, non è altro che giornalismo. Se la mia è controinformazione, allora l'informazione cos'è? Io credo ancora al nostro mestiere come cane da guardia del potere: se dovete fare i chihuahua, cambiate lavoro".
Nel 2013, Pino Maniaci, insieme ad alcuni suoi collaboratori, ha realizzato e mandato in onda un'inchiesta giornalistica dal titolo "La mafia dell'antimafia", accendendo per primo i riflettori sulla presunta mala gestione dei beni sequestrati da parte della sezione Misure di prevenzione del Tribunale di Palermo sotto la gestione di Silvana Saguto. Il 15 maggio 2015, rivolge un appello alla commissione nazionale antimafia, nel 2014, su sua richiesta, è stato ascoltato al tribunale di Caltanissetta anche se per Telejato, tale audizione "sembra essere scomparsa dagli atti oggi all'esame processuale". Il 25 giugno dello stesso anno, a seguito della sua attività di denuncia, Maniaci viene denunciato per stalking dall'avvocato Gaetano Cappellano Seminara, ritenuto "il re degli amministratori giudiziari". Il 9 settembre 2015, Silvana Saguto, presidente della sezione Misure di prevenzione del Tribunale di Palermo, il marito, l'ingegnere Lorenzo Caramma e l'avvocato Cappellano Seminara, vengono indagati per corruzione, induzione e abuso d'ufficio. L'indagine, coordinata dalla Procura di Caltanissetta e condotta dalla sezione Nucleo Polizia tributaria della Guardia di Finanza, nasce dopo i servizi giornalistici trasmessi sul tg di Telejato, ai quali si interessa anche Matteo Viviani, inviato del programma televisivo di Mediaset Le Iene, che dedica al caso diversi servizi, intervistando anche Maniaci. Le vicende sono state raccontate nella serie originale Netflix del 2021 "Vendetta, guerra nell'antimafia", che vede protagonista lo stesso Maniaci, e nel libro "In nome dell'antimafia" (edizioni Iod 2021) scritto da Salvo Vitale.
Alla conduzione del telegiornale di Telejato, Maniaci non risparmia attacchi nemmeno all' ex latitante Matteo Messina Denaro, che chiama ironicamente Soldino: "Consegnati p.d.m., il tuo habitat naturale è all'interno delle patrie galere". Ad agosto 2017, diffonde a Partinico alcuni manifesti che ritraggono il boss travestito da donna, con la domanda: "Matteo dove sei?", e poco più sotto: "Secondo i magistrati il travestimento tra i boss mafiosi è più diffuso di quanto si pensi ed è uno stratagemma per scappare".
Altri temi trattati dall'emittente sono quelli relativi alla gestione amministrativa, economia, degrado del clima politico, speculazioni sul territorio.
(Pino Maniaci)

## Le aggressioni mafiose e le minacce
Pino Maniaci e la sua emittente hanno ricevuto molteplici minacce e attentati mafiosi. Tra i più gravi c'è il pestaggio subito da Maniaci in seguito all'abbattimento di cinque stalle abusive costruite a Partinico dalla famiglia mafiosa Vitale detta Fardazza, denunciate da Telejato, tanto che lo stesso Maniaci ha partecipato alla demolizione guidando personalmente una ruspa: Michele Vitale, figlio allora minorenne del boss Vito Vitale, il 30 gennaio del 2008 ha cercato di strozzare il giornalista con la sua stessa cravatta, senza successo grazie al doppio nodo. L'aggressione ha però provocato a Maniaci diversi ematomi, fratture e la tumefazione dell'occhio destro. L'indomani ha condotto il telegiornale mostrando in diretta i lividi visibili sul viso. Qualche giorno prima, aveva presentato il notiziario proprio dal sito in cui sorgevano le stalle: "quelle che per decenni sono state il simbolo del potere mafioso nel Partinicese, oggi, visto l'abbattimento, rappresentano l'inizio del riscatto degli onesti, il punto da cui ripartire".
Il 17 luglio del 2008 viene incendiata una delle auto dell'emittente parcheggiata sotto la sede della televisione. Un episodio che si aggiunge alle altre minacce ricevute, dalle gomme tagliate, ai cavi dei freni manomessi, al parabrezza della macchina frantumato dai proiettili.
Pino Maniaci è sotto tutela da parte dei carabinieri.
Cittadini, organizzazioni sindacali, organizzazione laiche ed ecclesiali, associazioni (e tra queste l'associazione Rita Atria) hanno promosso l'iniziativa "Siamo tutti Pino Maniaci" in solidarietà a Pino Maniaci.
A ottobre 2010, Maniaci e i suoi familiari ricevono una lettera con minacce di morte: "Ci pensiamo noi a te e alla tua famiglia. La sentenza è stata emessa". In quel periodo, l'emittente stava conducendo un'inchiesta giornalistica sui beni confiscati alla mafia.
A settembre 2011, sui muri della città di Partinico sono apparse decine di frasi offensive e minacciose rivolte al giornalista, come "Hai rovinato questo paese", "Pino Maniaci w la mafia", "Sei lo schifo della terra", "Maniaci sei un figlio di..." e una bara disegnata accanto. Poco tempo prima, il giornalista ha trovato un gatto con la testa schiacciata nel parcheggio a lui riservato.
Ad aprile 2012, Maniaci ha ricevuto l'ennesima lettera di minacce, recapitata presso la sede di Telejato.
Il 29 novembre 2014 è stata data alle fiamme la vecchia auto di Pino Maniaci, la stessa che compare anche nella puntata "Lo scassaminchia" del programma di MTV Il testimone.
Il 3 dicembre del 2014 sono stati ritrovati i suoi cani impiccati.
Il 12 agosto 2017, Pino Maniaci riceve minacce di morte su Facebook da parte di una pagina che inneggia a Nitto Santapaola e ad altri boss mafiosi: "Giornalista di mer** la fine al posto di Fava dovevi farla tu". Il giornalista aveva denunciato la pagina nell'ambito di una sua campagna contro i contenuti sui social network a favore della criminalità organizzata, con la quale è riuscito a fare chiudere alcune pagine dedicate a Totò Riina e Matteo Messina Denaro.

## Premi e riconoscimenti
Nel corso della sua carriera giornalistica, Pino Maniaci ha ricevuto numerosi premi e riconoscimenti, tra i quali:
- Premio Speciale "Alessio Di Giovanni", XI edizione, 2008;[47]
- XIII Premio Nazionale "Paolo Borsellino", 2008;[48]
- Premio "La città dei cittadini-ComLab Award", I edizione, 2008;[49]
- Premio Giornalistico nazionale "Pino Careddu", I edizione, 2009;[50]
- XV Memorial "Rosario Livatino" Premio Internazionale all'impegno sociale 2009 - Premio speciale "Rosalia Corbo in Livatino";
- Premio Legalità Città di Partinico, I edizione, 2009;
- Premio Internazionale "Joe Petrosino", XI edizione, 2010;[51][52]
- Premio "Mario Francese", sezione "Giuseppe Francese", 2010;[53]
- Premio "Per chi si è Impastato le mani", I edizione, 2011;[54]
- Premio "Teleacras Punto Fermo", sezione "cultura della legalità", XV edizione, 2012;[55]
- Riconoscimento del Comune di Terrasini in occasione della "partita della legalità", 2013;
- Premio "Salvatore Coppola", 2014;[56]
- Premio Internazionale Orgoglio Siciliano, sezione legalità, 2014;[57]
- "Oscar della Legalità", categoria "Eroi del nostro tempo", 2014;[58]
- Premio "Giornale L'ora", 2014;[59]
- Premio Agrodolce 2015;
- Premio dell'associazione "Amici di Totò... a prescindere" per la sezione giornalismo e medaglia della Presidenza della Repubblica, XXIV edizione Concorso Internazionale Artistico-Letterario "Antonio de Curtis, Totò: Principe, Maschera, Poeta", Camera dei Deputati, 25 ottobre 2021.

## Onorificenze
Cittadinanza onoraria Comune di Volpiano (TO), 27 settembre 2015

## Nei media
(Pino Maniaci ospite di Nadia Toffa a Open Space, Italia 1, 2015)
Numerose testate e programmi televisivi di tutto il mondo hanno raccontato le battaglie dell'emittente Telejato e del giornalista Pino Maniaci, tra queste:
- Nel 2008, Maniaci è stato ospite del programma di Rai 1 Unomattina[61];
- Nel 2009 è stato due volte ospite del programma Sabato & Domenica in onda su Rai 1[62][63];
- L'8 febbraio 2010, Pif racconta la storia di Pino Maniaci e di Telejato nella prima puntata della terza stagione del programma Il testimone, su MTV[64];
- Il 2 maggio 2011, va in onda su France 3, canale televisivo francese, un servizio sull'attività giornalistica di Pino Maniaci[65];
- Il 6 ottobre 2011, la BBC dedica un reportage a Telejato[66];
- Il 13 ottobre 2011, va in onda sul programma di Rai 2 I nuovi mille, un'intervista fatta a Pino Maniaci e alla figlia Letizia[67];
- Il 9 ottobre 2012, il programma Cristina Parodi Live di La7 dedica un servizio a Telejato e ospita in studio Maniaci[68];
- Il 4 dicembre 2014 è ospite in collegamento da Partinico del programma di La7 Announo[69];
- Il 14 maggio 2015 viene intervistato da Matteo Viviani, inviato de Le Iene, nell'ambito del servizio "Il lato oscuro dell'antimafia"[70];
- Il 25 agosto 2015, va in onda sull'emittente televisiva internazionale Al Jazeera, un servizio su Telejato e Pino Maniaci[71];
- Il 1º novembre 2015 è ospite in studio del talk show Open Space, in onda su Italia 1[72];
- Il 6 novembre 2015 viene trasmesso sulla televisione britannica Channel 4, nel programma Unreported World, un documentario sulla storia di Maniaci dal titolo "Mafia hunter"[73];
- Il 30 gennaio 2016, il docu-reality Cose nostre, in onda in seconda serata su Rai 1, dedica la quarta puntata al "Giornalismo antimafia di Pino Maniaci"[74];
- Il 22 febbraio 2016, è ospite in studio del programma televisivo Pane quotidiano, in onda su Rai 3[75];
- Il 29 marzo 2016, va in onda sul canale televisivo Belga Canvas il documentario "Kleine helden", che vede tra i protagonisti il giornalista Pino Maniaci[76];
- Il 12 aprile 2016, sul canale televisivo australiano ABC va in onda il documentario "Mafia hunter" dedicato all'attività di Maniaci. Nel 2017, verrà trasmesso anche su Netflix[77];
- Il 28 aprile 2016 viene intervistato nuovamente dal programma di Mediaset Le Iene[78];
- Il 26 dicembre 2016, è protagonista di un reportage della CNN, emittente televisiva statunitense[79]
- Il 10 dicembre 2019, viene intervistato da Matteo Viviani, inviato de Le Iene, nell'ambito di un servizio sulle intercettazioni che coinvolgono l'ex giudice Silvana Saguto e in cui viene raccontato anche il processo Maniaci[80].
- Il 9 aprile 2021 viene data la notizia della sua assoluzione nel programma Le Iene[81] e nei tg[82].
- Il 10 aprile 2021 compare nello speciale "Matteo Messina Denaro - Il Superlatitante" in onda su NOVE e disponibile su Discovery+[83].
- Il 21 maggio 2022, viene intervistato da Stefania Petyx per Striscia la notizia, in merito alla raccolta fondi avviata per salvare Telejato[84].
- Il 29 marzo 2023, viene intervistato nuovamente da Stefania Petyx per Striscia la notizia nell'ambito di un servizio sulle misure di prevenzione di Palermo in cui viene raccontata l'odissea della famiglia Cavallotti[85].
- Il 23 ottobre 2023, Stefania Petyx parla dell'arresto di Silvana Saguto con un servizio su Striscia la notizia, intervistando Pino Maniaci[86].
- Il 24 ottobre 2023, Matteo Viviani affronta insieme a Pino Maniaci, sul programma televisivo Le Iene, la notizia dell'arresto di Silvana Saguto[87].
- Il 2 marzo 2024, interviene nel servizio di Stefania Petyx per Striscia la notizia dove si torna a parlare dell'arresto di Silvana Saguto[88].

Maniaci è comparso anche nei documentari di Franco Maresco Belluscone - Una storia siciliana (2014) e La mafia non è più quella di una volta (2019).
Ha recitato anche nel film "Maledettissima tu", vincitore della XXII edizione del Concorso Internazionale "Antonio De Curtis", sezione cinematografia, "per i contenuti che stimolano le nuove generazioni al rispetto della legalità".
Ha partecipato al film "Un destino migliore" (2023).
È il protagonista della serie originale Netflix "Vendetta, guerra nell'antimafia", disponibile sulla piattaforma dal 24 settembre 2021 e visibile in oltre 190 Paesi.

## Procedimenti giudiziari

### Esercizio abusivo della professione di giornalista
Maniaci, non essendo iscritto all'ordine dei giornalisti, il 30 marzo 2009 è stato rinviato a giudizio dal tribunale di Partinico per esercizio abusivo della professione di giornalista, nonostante il 10 luglio 2008 fosse già stato assolto con formula piena in un altro processo per la stessa accusa, perché il fatto non sussisteva. Il 4 maggio 2009 Maniaci ha richiesto l'iscrizione come giornalista pubblicista nell'albo dei giornalisti, iscrizione che gli viene concessa il 30 maggio di quell'anno, cosa che gli permette di essere il conduttore del Tg. Il 26 giugno 2009 viene quindi assolto.

### L'inchiesta per estorsione
(Pino Maniaci)
A seguito di intercettazioni, Pino Maniaci il 22 aprile 2016 è stato accusato di estorsione semplice ai danni di due amministratori comunali. Per questo il 4 maggio dello stesso anno gli è stato notificato il divieto di dimora nelle province di Palermo e Trapani.
Maniaci ha scritto una lettera ai colleghi giornalisti accusandoli di essere "porgitori di microfono".
Per Salvo Vitale "la motivazione strisciante di tutto quello che è successo sarà stata presa un po' più in alto, da parte di qualcuno che ha ritenuto essere arrivato il tempo di chiudere un'emittente anomala che non sa stare in linea con il modo di agire delle altre emittenti". Pare che l'inchiesta sui beni sequestrati condotta da Telejato abbia infastidito i membri del cosiddetto "cerchio magico" del giudice Silvana Saguto, all'epoca Presidente della sezione Misure di Prevenzione del Tribunale di Palermo, poi accusata di corruzione, induzione, abuso d'ufficio (e condannata in tutti e tre i gradi di giudizio). 
In una intercettazione, l'allora giudice parlava proprio della TV di Partinico, Telejato, con l'ex Prefetto Cannizzo, che le chiede "che tempi abbiamo?". La risposta: "Appunto, quello dice: ha le ore contate" - riferendosi a Pino Maniaci. Il 14 maggio la Saguto dichiara in un'altra conversazione privata, resa pubblica dagli inquirenti: "Se questi si spicciassero a fare le indagini che stanno facendo, noi non avremmo bisogno di fare niente. Se quei co*****i della procura indagassero su Maniaci l'avrebbero già arrestato". Le intercettazioni sono state trasmesse dal programma televisivo Le Iene, in un servizio di Matteo Viviani e Riccardo Spagnoli del 10 dicembre 2019, in cui viene descritto il processo Maniaci, partendo dalle indagini su Silvana Saguto che, al telefono con Cappellano Seminara, diceva: "Quello che non capisco è per quale ragione ancora nessuno si muove ancora contro questo str***o di Telejato".
Al sindaco di Borgetto (PA), secondo l'accusa Maniaci avrebbe estorto 366 euro in cambio di un ammorbidimento dei suoi attacchi nei confronti dell'amministrazione comunale, cifra che, si difende il giornalista, fa riferimento al costo della pubblicità fatta al negozio della moglie del primo cittadino sull'emittente Telejato, comprensivo di IVA. Il 2 maggio 2017 il Comune di Borgetto viene sciolto per mafia, Antonio Ingroia, legale assieme a Bartolo Parrino di Pino Maniaci, dichiara: "Lo scioglimento per infiltrazione mafiosa del Comune di Borgetto conferma che Pino Maniaci aveva ragione sulle collusioni con Cosa nostra all'interno dell'Amministrazione e rappresenta un'ulteriore dimostrazione del fatto che non è e non è mai stato un estortore. La banale verità – aggiunge l'ex pm – è che Pino è un giornalista bravo, che sa trovare le notizie, e che nel caso del sindaco di Borgetto ha semplicemente pensato bene di avvisarlo affinché facesse pulizia all'interno del suo Comune, liberandosi di quelle presenze mafiose che hanno portato poi allo scioglimento. Pino non ha commesso alcun reato, tanto più che poi la linea del suo tg non è affatto cambiata. Chissà come mai – conclude – quando la stessa cosa le fanno certi giornalisti vengono celebrati come grandi firme, esempio di impegno civile, se la fa invece Pino Maniaci va a processo per estorsione".
Ingroia, inoltre, afferma che l'indagine su Maniaci è stata sollecitata da Silvana Saguto.
Il 4 ottobre 2017, il tribunale condivide la tesi della difesa, secondo la quale non c'è nessun nesso tra le accuse rivolte al giornalista e quelle contestate agli altri imputati che rispondono, a vario titolo, di estorsione aggravata e associazione mafiosa. Maniaci è stato dunque stralciato dall'operazione Kelevra e affidato a un giudice monocratico.
Il 12 novembre 2018, viene sentito come testimone l'ex Sindaco di Partinico Salvo Lo Biundo, che dichiara di non aver mai subito minacce ed estorsioni da parte di Pino Maniaci.
Il 21 giugno 2019, viene ascoltato in aula il maggiore De Chirico, l'ex capitano della compagnia dei carabinieri di Partinico che all'epoca ha condotto le indagini su Maniaci e che, rispondendo alle domande della difesa, ha ammesso di non avere riscontrato cambi di linea nel tg di Telejato.
Avvocato Ingroia: "Avete acquisito tutti i video di tutte le trasmissioni di Telejato dalla sua fondazione al momento in cui avete svolto le indagini o avete fatto una selezione?"
De Chirico: "Abbiamo rilevato quelli che potevano avere rilevanza investigativa. Non ricordo adesso nello specifico il numerico, pero 4 o 5 insomma sono stati acquisiti di video".
Avvocato Parrino: "In questi 4 o 5 video si è potuto constatare se dal momento in cui c'era la dazione di denaro il Maniaci non faceva più il servizio contro il comune? Telejato si zittiva?"
De Chirico: "Non necessariamente, il modo di fare dell'emittente televisiva era continuamente quello di attaccare tutti".
Anche questi passaggi dell'udienza sono stati trasmessi da Le Iene nel servizio del 10 dicembre 2019. Intervistato dall'inviato del programma di Italia 1 Matteo Viviani, che gli chiede "ma non è mica il contrario di quello che si è sostenuto fino a poco prima?", Maniaci dichiara: "E adesso? Io ho deciso anche di rinunciare all'eventuale prescrizione, voglio essere condannato o assolto, me la voglio vedere tutta".
Il 5 novembre 2019, depone in aula Gioacchino Polizzi, ex assessore di Borgetto a cui, secondo la Procura di Palermo, Maniaci avrebbe imposto di cedere duemila euro di magliette e di pagargli tre mesi di affitto di una casa, il quale ha negato categoricamente di avere ricevuto richieste estorsive da parte del giornalista: "Io affittato case? Io ceduto magliette gratis? Io non ho mai fatto queste cose. Minacce da parte di Maniaci? No, assolutamente no, mai subito niente. Né ho mai subito richieste estorsive da parte sua".
Il 10 dicembre 2019, vengono interrogati in aula il professore Salvo Vitale, amico di Peppino Impastato e collaboratore di Telejato, e il brigadiere Nicola Liberti, uno dei carabinieri che in passato si è occupato della tutela di Maniaci. Il militare ha dichiarato di "non aver mai visto Maniaci prendere soldi di nascosto o sotto forma di mazzette, io queste cose non le ho mai viste altrimenti le avrei subito dichiarate al mio superiore", mentre Vitale ha confermato che "Telejato è sempre stata coerente nella sua attività di denuncia. Se avessi avuto sospetti di cambi di linea o di acquiescenza credo che avrei cambiato emittente, a me risulta che Pino Maniaci e Telejato siano stati sempre coerenti". Per le prossime udienze, sono stati ammessi a testimoniare anche Silvana Saguto, ex giudice ed ex presidente delle misure di prevenzione di Palermo e il tenente colonnello della Dia Rosolino Nasca. Inoltre, su richiesta della difesa, è ufficialmente entrato nel processo il video dei carabinieri che fu inviato alla stampa. Il perito informatico di parte, nel corso dell'udienza del 25 febbraio 2020, ha messo a confronto il video diffuso dai media e quello originale, evidenziando alcune anomalie che dimostrerebbero l'innocenza di Pino Maniaci.
All'udienza del 14 luglio 2020, dopo numerosi rinvii a causa delle ripetute assenze in aula di Saguto e Nasca, i legali di Maniaci rinunciano a sentirli.
Il 7 dicembre 2020, al termine della sua requisitoria, il pubblico ministero chiede 11 anni e 6 mesi di reclusione per estorsione e diffamazione.
Il 9 febbraio 2021, l'avvocato difensore Antonio Ingroia, durante la sua arringa difensiva, afferma che "Pino Maniaci ha resistito alla corruzione dei sindaci che volevano ammorbidirlo ma lui andava per la sua strada e si è cercato di punirlo". Inoltre, il legale ricorda che all'udienza del 25 febbraio 2020 "la deposizione dei carabinieri Genco e Tummina ha dimostrato che la Saguto venne più volte presso la caserma dei carabinieri di Partinico che indagava su Maniaci". Secondo Ingroia, l'indagine è stata sollecitata dall'ex giudice Silvana Saguto, che il 28 ottobre 2020 è stata condannata a 8 anni e 6 mesi di reclusione, al processo di primo grado nato dopo l'inchiesta di Telejato che per prima ha denunciato la cattiva amministrazione dei beni sequestrati.
L'8 aprile 2021, Pino Maniaci viene assolto con formula piena dall'accusa di estorsione perché "il fatto non sussiste" e condannato per diffamazione a 1 anno e 5 mesi.

### La denuncia per diffamazione
Il 21 aprile 2016, sul blog di Telejato, viene pubblicato un articolo firmato da Salvo Vitale, in cui si farebbe riferimento al presunto interesse della presidente della Corte dei conti Luciana Savagnone, per fare lavorare il genero presso l'emittente Trm, a quel tempo affidata a Walter Virga (figlio di Tommaso, presidente della seconda sezione penale del Tribunale di Palermo) da parte della sezione Misure di prevenzione di Palermo allora presieduta da Silvana Saguto, oggi indagata per corruzione, induzione e abuso d'ufficio. Savagnone ha fatto causa per diffamazione e nel settembre 2018, Maniaci, Vitale e Riccardo Orioles, direttore responsabile di Telejato, sono stati riconosciuti colpevoli e condannati al pagamento di una multa di 15.000 euro.
I giornalisti, tramite il blog dell'emittente, si difendono: "La cosa avrebbe potuto essere risolta con una stretta di mano e invece l'alto magistrato ha preferito continuare nell'iter giudiziario, senza che sia stata notificata, da allora alcuna udienza o che ci sia stata data l'opportunità di far valere le nostre ragioni in tribunale. Si è arrivati così a un processo fantasma e a una sentenza fantasma con la condanna di Pino Maniaci, di Salvo Vitale, estensore dell'articolo, e di Riccardo Orioles, colpevole, in quanto direttore, di non avere esercitato il controllo sulla veridicità della notizia. Naturalmente cercheremo di riportare i fantasmi in terra e di andare in appello, oppure di chiedere l'annullamento della sentenza, ove se ne riscontrassero gli elementi".